# Женский мировой шоссейный кубок UCI 2008
Женский мировой шоссейный кубок UCI 2008 — 11-й сезон одноимённого шоссейного сезонного соревнования.

## Обзор сезона
Календарь турнира претерпел изменения. По сравнению с прошлым сезоном он пополнился двумя новыми гонками — итальянским Трофеем Альфредо Бинды — коммуны Читтильо и шведской Опен Воргорда TTT проводившейся в формате командной гонки. Таким образом турнир стал состоять из 11 однодневных гонок которые также входили в Женский мировой шоссейный календарь UCI 2008. Турнир стартовал в конце февраля гонкой в Австралии. Затем с конца марта по начала мая прошло ещё пять гонки в Европе. После этого в конце мая была проведена одна гонка в Канаде. Заключительные четыре гонки прошли с конца июля по середину сентябре снова в Европе.
Регламент турнира, в результате возвращения командой гонки, вернулся к версии сезона 2006 года, но без начисления двойных очков в последней гонке. Индивидуальный рейтинг предусматривал начисление очков первым 20 гонщицам на каждой гонке. Помимо этого по итогам командной гонки начислялись очки, в зависимости от занятого командой места, первым четырём или большему количеству гонщиц команды одновременно пересёкшим финишную черту. Если команда пересекала финишную линию менее чем с четырьмя гонщицами то очки не начислялись. Победитель сезона определялся по общей сумме набранных очков независимо от количества проведённых гонок. Командный рейтинг рассчитывался путём сложения очков за командную гонку и набранных очков четырьмя лучшими гонщицами команды на каждой из всех остальных гонок.
Начисляемые очки
| Место             | 1  | 2  | 3  | 4  | 5  | 6  | 7  | 8  | 9  | 10 | 11 | 12 | 13 | 14 | 15 | 16 | 17 | 18 | 19 | 20 |
| ----------------- | -- | -- | -- | -- | -- | -- | -- | -- | -- | -- | -- | -- | -- | -- | -- | -- | -- | -- | -- | -- |
| Однодневная гонка | 75 | 50 | 35 | 30 | 27 | 24 | 21 | 18 | 15 | 11 | 10 | 9  | 8  | 7  | 6  | 5  | 4  | 3  | 2  | 1  |
| Командная гонка   | 35 | 30 | 25 | 20 | 16 | 15 | 14 | 13 | 12 | 11 | 10 | 9  | 8  | 7  | 6  | 5  | 4  | 3  | 2  | 1  |

| Место           | 1   | 2   | 3   | 4  | 5  | 6  | 7  | 8  | 9  | 10 | 11 | 12 | 13 | 14 | 15 | 16 | 17 | 18 | 19 | 20 |
| --------------- | --- | --- | --- | -- | -- | -- | -- | -- | -- | -- | -- | -- | -- | -- | -- | -- | -- | -- | -- | -- |
| Командная гонка | 140 | 120 | 100 | 80 | 64 | 60 | 56 | 52 | 48 | 44 | 40 | 36 | 32 | 28 | 24 | 20 | 16 | 12 | 8  | 4  |

Победительницей индивидуального рейтинга стала немка Юдит Арндт которая выиграла 3 гонки, она также стала второй и по итогам Мирового календаря UCI 2006. Второе место заняла нидерландка Сюзанна де Гуде, третье – ещё одна нидерландка Марианна Вос. Среди команд первенствовала немецкая Columbia Women, называвшаяся в начале сезона High Road Women.

## Календарь
| 24 фев | Джелонг Ворлд Кап                        | CDM | Кэтрин Кури         | Эмма Рикардс      | Ина-Йоко Тойтенберг            |
| 24 мар | Трофей Альфредо Бинды - коммуны Читтильо | CDM | Эмма Пули           | Сюзанна де Гуде   | Диана Жилюте                   |
| 6 апр  | Тур Фландрии                             | CDM | Юдит Арндт          | Кристин Армстронг | Кирстен Вилд                   |
| 12 апр | Тур Дренте                               | CDM | Хантал Белтман      | Марианна Вос      | Ина-Йоко Тойтенберг            |
| 23 апр | Флеш Валонь                              | CDM | Марианна Вос        | Марта Бастианелли | Юдит Арндт                     |
| 4 май  | Тур Берна                                | CDM | Сюзанн Юнгског      | Юдит Арндт        | Мирьям Мельхерс                |
| 31 май | Монреаль Ворлд Кап                       | CDM | Юдит Арндт          | Фабиана Луперини  | Ли Хобсон                      |
| 30 июл | Опен Воргорда RR                         | CDM | Кори Келли-Зеехафер | Кимберли Андерсон | Шарлотта Беккер                |
| 1 авг  | Опен Воргорда TTT                        | CDM | Cervélo Lifeforce   | Columbia Women    | Equipe Nürnberger Versicherung |
| 24 авг | Гран-при Плуэ - Бретань                  | CDM | Фабиана Луперини    | Луиза Келлер      | Сюзанна де Гуде                |
| 14 сен | Тур Нюрнберга                            | CDM | Юдит Арндт          | Моника Холлер     | Кирстен Вилд                   |

## Итоговый рейтинг
| Индивидуальный рейтинг | Индивидуальный рейтинг | Индивидуальный рейтинг              | Индивидуальный рейтинг | Индивидуальный рейтинг |
| Гонщик                 | Гонщик                 | Команда                             | Очки                   |                        |
| ---------------------- | ---------------------- | ----------------------------------- | ---------------------- | ---------------------- |
| 1-й                    | Юдит Арндт             | High Road Women                     | 365 очков              |                        |
| 2-й                    | Сюзанна де Гуде        | Equipe Nürnberger Versicherung      | 232 очков              |                        |
| 3-й                    | Марианна Вос           | DSB Bank                            | 182 очков              |                        |
| 4-й                    | Фабиана Луперини       | Menikini-Selle Italia-Masters Color | 125 очков              |                        |
| 5-й                    | Эмма Пули              | Team Specialized Designs for Women  | 117 очков              |                        |
| 6-й                    | Хантал Белтман         | High Road Women                     | 114 очков              |                        |
| 7-й                    | Кирстен Вилд           | AA Drink-Cycling Team               | 109 очков              |                        |
| 8-й                    | Шарлотта Беккер        | Equipe Nürnberger Versicherung      | 105 очков              |                        |
| 9-й                    | Марта Бастианелли      | Safi-Pasta Zara Manhattan           | 101 очков              |                        |
| 10-й                   | Ина-Йоко Тойтенберг    | High Road Women                     | 100 очков              |                        |

| Командный рейтинг | Командный рейтинг                   | Командный рейтинг | Командный рейтинг |
| Команда           | Команда                             | Очки              |                   |
| ----------------- | ----------------------------------- | ----------------- | ----------------- |
| 1-й               | High Road Women                     | 852 очков         |                   |
| 2-й               | Equipe Nürnberger Versicherung      | 498 очков         |                   |
| 3-й               | Menikini-Selle Italia-Masters Color | 442 очков         |                   |
| 4-й               | Cervélo-Lifeforce                   | 396 очков         |                   |
| 5-й               | DSB Bank                            | 292 очков         |                   |
| 6-й               | Bigla                               | 244 очков         |                   |
| 7-й               | AA Drink-Cycling Team               | 194 очков         |                   |
| 8-й               | Flexpoint                           | 190 очков         |                   |
| 9-й               | Webcor Builders                     | 169 очков         |                   |
| 10-й              | Vrienden van het Platteland         | 169 очков         |                   |